# Wygoda (Wygoda)
Wygoda – osada leśna wsi Wygoda w Polsce, położona w województwie kujawsko-pomorskim, w powiecie aleksandrowskim, w gminie Aleksandrów Kujawski.
W latach 1975–1998 miejscowość należała administracyjnie do województwa włocławskiego.